# The Golden Age of Grotesque
The Golden Age of Grotesque este cel de-al cincilea album al lui Marilyn Manson lansat în 2003. Conține teme încorporate din era swing a anilor 1930, din Republica de la Weimar și Germania nazistă. Acesta a fost ultimul album alături de chitaristul John 5. După spusele celor de la MTV Spain, albumul s-a vândut doar sub 4 milioane de copii în întreaga lume.

## Stilul muzical și vizual
Albumul a urmat temele vizuale și muzicale din cartea „Voluptuous Panic: The Erotic World of Weimar Berlin” de Mel Gordon. Acesta a fost influențat și de imaginile din Voluptuous Panic. The Golden Age of Grotesque urmărește evoluția lui Manson. Albumul începe cu o baladă punk în care se spune că noțiunea de a-ți trăi viața este o cea mai mare prostie deoarece nu există viitor. Instrumental, albumul este mai electronic decât albumele precedente. Aceasta poate datorită prezenței lui Tim Skold. Compoziția este plină de referiri culturale, populare și istorice, la fel ca Holy Wood. Se face referire la Mickey Mouse, Adolf Hitler și Oscar Wilde. Artistul austro-irlandez, Gottfried Helnwein, a colaborat cu Manson la acest album. Albumul conține și un dvd intitulat „Doppelherz”, un film scurt realist realizat de Manson.

## Primire
Albumul a întâlnit un succes comercial modest. A debutat pe locul 1 în SUA, vânzând peste 120.000 de copii în prima săptămână, dar a fost cel mai slab album vândut al anului. În noiembrie 2008, albumul a vândut 526.000 de copii în SUA. Albumul a degajat un raspuns critic al publicului. Deși s-a terminat cu multe critici aduse în lista „Best Of” din 2003, alte critici considera ca fiind cel mai slab album a lui Manson, argumentând că nu are originalitate, iar versurile sunt asemănătoare albumelor precedate.
Melodia „Use Your Fist and Not Your Mouth” a fost introdus ca temă în 2003 pentru jocul Spawn: Armageddon.

## Melodiile
- Theater (Instrumental)
- This Is the New Shit
- mOBSCENE
- Doll-Dagga Buzz-Buzz Ziggety-Zag
- Use Your Fist and Not Your Mouth
- The Golden Age of Grotesque
- (s)AINT
- Ka-boom Ka-boom
- Slutgarden
- Spade
- Para-noir
- The Bright Young Things
- Better of Two Evils
- Vodevil
- Obsequey (The Death of Art) (instrumental)

### Bonus
- Tainted Love
- Baboon Rape Party
- Paranoiac

## Credit
- Marilyn Manson
- John 5
- Tim Sköld
- Madonna Wayne Gacy
- Ginger Fish